# Hemicycla mascaensis
Hemicycla mascaensis é uma espécie de gastrópode  da família Helicidae
É endémica de Espanha.